# Manicula

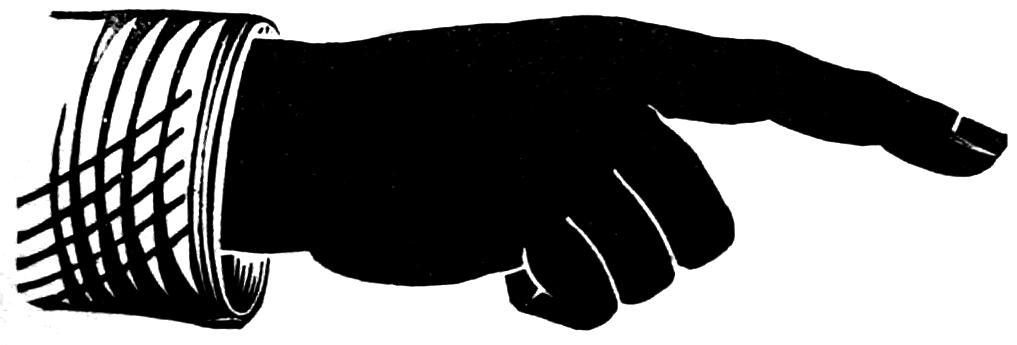
Manicula skapad vid Cincinnati Type Foundry (stilgjuteri) 1882

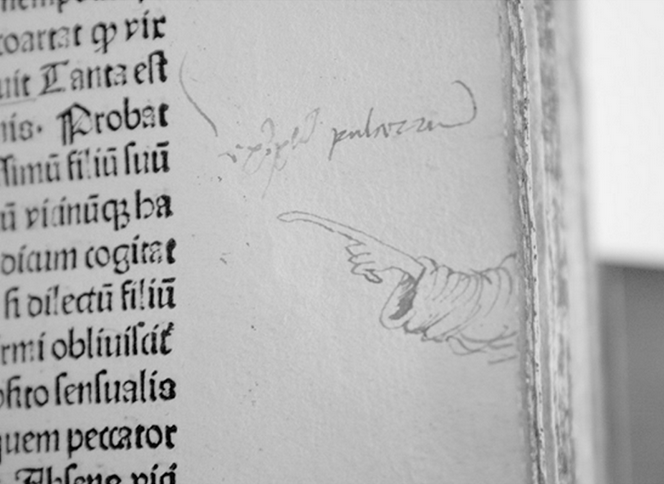
Manicula som marginalanteckning i bok från 1400-talet.

Manicula (latin: ”liten hand”) är en typografisk symbol i form av en pekande hand: ☞.
Maniculan kan användas som grafisk detalj i en tryckt text eller som marginalanteckning i en bok eller handskrift, med syftet att styra läsarens uppmärksamhet mot ett bestämt avsnitt i texten.

## Historik

### Handskrifter
De äldsta säkra exemplen på manicula finns i spanska och engelska handskrifter från 1100-talet. Det var inte skrivaren utan läsaren som använde tecknet för markera viktiga avsnitt i texten. Handen blev sedan vanlig som marginalanteckning under senmedeltiden och renässansen, exempelvis hos Petrarca, Boccaccio och andra humanister. Manicula utformning varierade, alltifrån osmyckade pekande finger till konstnärligt avancerade figurer.

### Boktryckarkonsten
När de tryckta böckerna introducerades vid mitten av 1400-talet göts blytyper för maniculan. Äldsta kända exemplet finns i en bok tryckt i Lyon 1484 av Mathias Huss. Laurence Sterne använder manicula i sin roman Välborne herr Tristram Shandy (1759–1767) liksom August Strindberg i Röda rummet (1879).
Under 1900- och 2000-talen blev det mindre vanligt med manicula i böcker men i stället ökade användningen på reklamskyltar och i broschyrer.[källa behövs]

### Datormarkör
När Xerox 1981 lanserade sin arbetsstation Star hade den en pekande hand som markör på skärmen. I Unicode finns sex varianter av manicula, U+261A – U+261F.

## Termen i svenska och engelska
Det finns ingen allmänt vedertagen term i svenska språket för den pekande handen men IDG och Computer Sweden förespråkar i sin it-ordlista ordet manicula inom typografi. Det gör också bokhistorikern Alexandra Borg för såväl marginalanteckningar som för det typografiska tecknet. På engelska är manicule vanligt men andra ord används också.